# Maximilián Presniakov
Maximilián Anatólievich Presniakov, (ruso: Максимильян Анатольевич Пресняков; Vladivostok, RSFS de Rusia, Unión Soviética, 30 de enero de 1968) es un pintor ruso. 

## Biografía
Maximilián Presniakov nació en 1968 en la ciudad rusa de Vladivostok, en el centro del Territorio de Primorie. Pasó su infancia en Vítebsk, Bielorrusia. Nacido en el seno de una familia de pintores, Maximilián recibió las primeras clases de pintura de sus padres y en una escuela de la ciudad de Vítebsk. Él continuó sus estudios en la Escuela de Artes plásticas de Riazán y en Instituto Súrikov de Moscú.
A partir de 2008 Presniakov da clases en el Taller de Artes Plásticas de la ciudad de Riazán. Desde 2010 enseña como profesor en la Escuela Superior de Artes Tradicionales de San Petersburgo.
Como pintor expedicionario participó en varias expediciones patrocinadas por la Sociedad Geográfica Rusa.

## Obra

### Estilo y técnica
Motivos mitológicos y fantásticos ocupan un lugar especial en la obra del pintor. Presniakov realiza los temas fantásticos a través de diferentes géneros y técnicas (óleo, acuarela, etc.); se puede decir que esta «diversidad estilística» es propia de su estilo.
Él también explora y desarrolla otra conceptos, técnicas y métodos artísticos, como micro (el pintor crea sus obras por observaciones al microscopio).

### Libros ilustrados
- CHERNOV, Svetozar. Baker Street y sus alrededores. La época de Sherlock Holmes [Бейкер-стрит и окрестности. Эпоха Шерлока Холмса] (en ruso). 2012. ISBN 978-5-91134-611-9.
- KHLUDENIOV, Alekséi. Oleg de Riazán [Олег Рязанский] (en ruso). 1999. ISBN 5-85057-204-X.[2]
- KOSIAKIN, Aleksandr. La tormenta eléctrica sobre del campo [Гроза над полем] (en ruso). 2006.

### Principales exposiciones
- 2001-2002: Moscú: Jóvenes pintores de Rusia.[10][11]
- 2002: Moscú: Coordenada: Oeste —Este.[12]
- 2004: San Petersburgo: II Bienal de Artes Gráficas.[13][14][15]
- 2010: Moscú: Art Manege 2010.[16][17]
- 2011: Moscú: IV Bienal de Arte Contemporáneo de Moscú.[18]
- 2011: San Petersburgo: VI Bienal Internacional de Acuarela.[19]
- 2011: Riazán: Ciencia y Universo al Servicio de la Paz.[20][21]
- 2013: Moscú: V Bienal de Arte Contemporáneo de Moscú.[22]
- 2013: San Petersburgo: VII Bienal Internacional de Acuarela.[23]
- 2014: Moscú: Inomería.[24][25]
- 2014: Berlin (Alemania): Edad de Oro de la Literatura Rusa.[26][27]

## Publicaciones

### Monografías
- Перспектива [Perspectiva] (en ruso) (2ª edición). 2012. ISBN 978-5-91134-659-1.
- Свет и изображение [Luz e imagen] (en ruso). 2013. ISBN 978-5-89877-203-1.[28]
- Орнаментализм в изобразительном искусстве и структурность композиционного мышления [Ornamentalismo en las artes plásticas y estructuración del pensamiento compuesto] (en ruso). 2013. ISBN 978-5-89877-203-1.[28][29]

## Premios y distinciones
Maximilián Presniakov es miembro de la Unión de Pintores Rusos desde 1997. Ha recibido muchos premios nacionales e internacionales: el segundo premio de la VII Bienal Internacional de Acuarela (2011; San Petersburgo, Rusia), el tercer premio del certamen Edad de Oro de la Literatura Rusa (2015; Dresde, Alemania), etc. 